# René Abadie
René Abadie (Labroquère, 13 de agosto de 1935 — Bayonne, 11 de julho de 1996) foi um ciclista de estrada francês que participou nos Jogos Olímpicos de Verão de 1956 em Melbourne, onde conquistou a medalha de ouro no contrarrelógio por equipes, junto com Arnaud Geyre, Maurice Moucheraud e Michel Vermeulin. Participou no Tour de France 1962 com a equipe Mercier.